# 田代美佳
米持 美佳（よねもち みか、旧姓：田代、1975年5月22日 - ）は、日本のピアニスト。ピアノ講師。岩手県奥州市と盛岡市でピアノ教室を開設し、指導に当たっている。

## 略歴
1975年（昭和50年）5月22日 - 岩手県水沢市（現・奥州市）に生まれる。
麻生一関高等学校（現・一関修紅高等学校）、フェリス女学院大学音楽学部器楽科を卒業。
神奈川フィルハーモニー・ポーランドクラクフ室内管弦楽団と共演し、2000年（平成12年）- フェリス女学院大学大学院音楽研究科修士課程を修了。

## 受賞歴
- 2002年（平成14年）3月 - ブルガリアでの国際コンクール「音楽と地球」のピアノ部門第3位[1]。
- 2004年（平成16年）
  - 5月 - 第14回バルレッタ国際音楽コンクール（イタリア）ピアノ部門第2位[3]。
  - 7月 - 第2回マッサフラ国際音楽コンクール（イタリア）ピアノ部門優勝[3]。特別賞を受賞。